# Issara Sritaro
Issara Sritaro (thailändisch อิสระ ศรีทะโร, * 18. Januar 1980 in Suphan Buri) ist ein ehemaliger thailändischer Fußballspieler und heutiger Trainer.

## Karriere

### Spieler
Es ist lediglich bekannt, dass Sritaro früher für den Bangkok Bank FC spielte und von 1996 bis 1997 in der thailändischen U-17-Nationalmannschaft aktiv war. Für diese Auswahl bestritt er am 10. September 1997 eine Partie während der Weltmeisterschaft in Ägypten gegen Chile (2:6).

### Trainer
Sritaro begann seine Trainerlaufbahn 2012 beim damaligen Erstligisten Chainat Hornbill FC, wechselte dann kurzzeitig zu Army United, ehe er wieder nach Chainat zurückkehrte. 2016 wurde er Co-Trainer der thailändischen U-23-Auswahl und anschließend Übungsleiter bei Grakcu Looktabfah sowie der U-23 von Buriram United. Von 2018 bis 2021 arbeitete er wieder als Trainer beim thailändischen Verband. Vom 1. Januar 2022 bis Saisonende 2021/22 stand er beim PT Prachuap FC in der ersten Liga unter Vertrag. Ab dem 8. November 2022 übernahm Sritaro dann das Cheftraineramt der thailändischen U-23-Nationalmannschaft.

## Erfolge

### Trainer
PT Prachuap FC
- Thai League Cup: 2021/22 (Finalist)

## Auszeichnungen

### Trainer
Thai League
- Trainer des Monats: Februar 2022